# Chrysiptera
A Chrysiptera a sugarasúszójú halak (Actinopterygii) osztályának sügéralakúak (Perciformes) rendjébe, ezen belül a korállszirtihal-félék (Pomacentridae) családjába tartozó nem.

## Rendszerezés
A nembe az alábbi 33 faj tartozik:
- Chrysiptera albata
- Chrysiptera annulata
- Chrysiptera biocellata
- Chrysiptera bleekeri
- Chrysiptera brownriggii
- Chrysiptera caeruleolineata
- Chrysiptera chengi
- kék korallsügér (Chrysiptera cyanea)
- Chrysiptera cymatilis
- Chrysiptera flavipinnis
- Chrysiptera galba
- Chrysiptera glauca
- Chrysiptera hemicyanea
- Chrysiptera kuiteri
- Chrysiptera leucopoma
- Chrysiptera niger
- Chrysiptera notialis
- Chrysiptera oxycephala
- sárgafarkú korallsügér (Chrysiptera parasema)
- Chrysiptera personata
- Chrysiptera pricei
- Chrysiptera rapanui
- Chrysiptera rex
- Chrysiptera rollandi
- Chrysiptera sheila
- Chrysiptera sinclairi
- Chrysiptera springeri
- Chrysiptera starcki
- Chrysiptera talboti
- Chrysiptera taupou
- Chrysiptera traceyi
- Chrysiptera tricincta
- Chrysiptera unimaculata